# Пембрук (Кентуккі)
Пембрук (англ. Pembroke) — місто (англ. city) в США, в окрузі Крістіан штату Кентуккі. Населення — 865 осіб (2020).

## Географія
Пембрук розташований за координатами 36°46′33″ пн. ш. 87°21′29″ зх. д. / 36.77583° пн. ш. 87.35806° зх. д. (36.775907, -87.358092).  За даними Бюро перепису населення США в 2010 році місто мало площу 2,88 км², з яких 2,87 км² — суходіл та 0,01 км² — водойми.

## Демографія
Згідно з переписом 2010 року, у місті мешкало 869 осіб у 338 домогосподарствах у складі 223 родин. Густота населення становила 302 особи/км².  Було 378 помешкань (131/км²).
Расовий склад населення:
| - 70,1 % — білих - 26,7 % — чорних або афроамериканців - 0,6 % — корінних американців - 0,3 % — азіатів |

До двох чи більше рас належало 2,2 %. Частка іспаномовних становила 2,2 % від усіх жителів.
За віковим діапазоном населення розподілялося таким чином: 26,2 % — особи молодші 18 років, 56,5 % — особи у віці 18—64 років, 17,3 % — особи у віці 65 років та старші. Медіана віку мешканця становила 39,1 року. На 100 осіб жіночої статі у місті припадало 88,1 чоловіків;  на 100 жінок у віці від 18 років та старших — 82,1 чоловіків також старших 18 років.
Середній дохід на одне домашнє господарство  становив 49 086 доларів США (медіана — 31 771), а середній дохід на одну сім'ю — 60 245 доларів (медіана — 46 875). Медіана доходів становила 45 875 доларів для чоловіків та 28 875 доларів для жінок. За межею бідності перебувало 20,6 % осіб, у тому числі 27,3 % дітей у віці до 18 років та 13,0 % осіб у віці 65 років та старших.
Цивільне працевлаштоване населення становило 316 осіб. Основні галузі зайнятості: освіта, охорона здоров'я та соціальна допомога — 28,2 %, виробництво — 22,8 %, публічна адміністрація — 10,8 %, мистецтво, розваги та відпочинок — 8,2 %.